# Янсон, Анна
Анна Мария Анжелика Янсон (швед. Anna Jansson; род. 13 февраля 1958) — шведская писательница.
Янсон начала писать романы в 1997 году после того, как её семья купила компьютер. В то время она работала медсестрой в течение двадцати лет, и хотя она всё ещё наслаждалась своей работой, она чувствовала, что пришло время попробовать что-то новое. Янсон прокомментировала: «В школе я ненавидела писать эссе, но потом у нас дома появился компьютер, и вдруг я обнаружила, что на самом деле чувствовала себя счастливой, когда писала». Одним из факторов, повлиявших на решение Янсон продолжить свою карьеру в качестве автора, стали её пациенты; она часто встречала пациентов, которые вот-вот должны были умереть, и ей говорили, что они сожалеют о том, что не проводили много времени в жизни, делая то, что они действительно хотели.
Источником вдохновения для романов Янсон, посвящённых преступлениям, стали пациенты, с которыми она познакомилась, работая медсестрой. Первый криминальный роман Янсон, который был опубликован, был Stum Sitter Guden в 2000 году. До этого она написала два романа, но не смогла найти издателя для них. Янсон не отказалась от своей карьеры медсестры и продолжала работать неполный рабочий день в больнице Эребру, она писала в своё свободное время. С 2000 года она публикует как минимум один роман каждый год. Её последние книги были проданы тиражом более 100 тысяч экземпляров каждая. В дополнение к этому Янсон написала ряд детских книг .
Криминальные романы Янсон происходят в Готланде, и главный герой во всех них — криминальный инспектор Мария Верн. Её роман 2006 года « Främmande fågel» был номинирован на премию «Стеклянный ключ» в 2007 году и был адаптирован для телевизионного шоу на TV4 в 2008 году.
Несмотря на свою успешную карьеру писательницы, Янсон всё ещё работает неполный рабочий день медсестрой в клинике Эребру. У неё трое детей и она живёт в Винтросе вблизи Эребру.

## Список используемой литературы

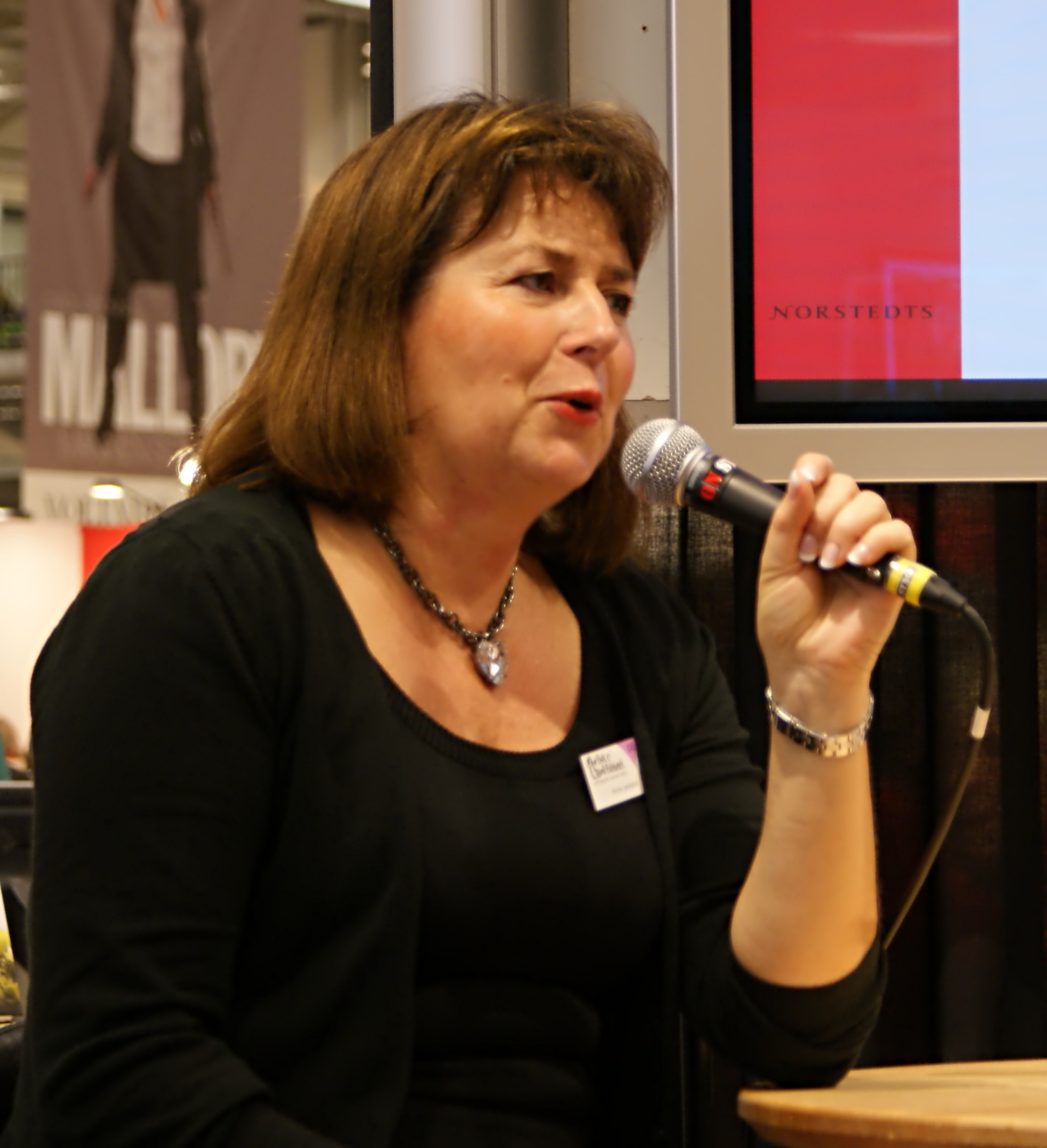
Анна Янссон на Гётеборгской книжной ярмарке 2008 года

### Переведённые криминальные романы
- 2013 — Странная птица
- 2014 — Остров убийцы

### Криминальные романы
- 2000 — Stum sitter guden
- 2001 — Alla de stillsamma döda
- 2002 — Må döden sova
- 2003 — Silverkronan
- 2003 — Dömd för mord
- 2004 — Drömmar ur snö
- 2005 — Svart fjäril
- 2006 — Främmande fågel
- 2007 — Pojke försvunnen
- 2008 — Inte ens det förflutna
- 2008 — Hantverkarsvett är dyrare än saffran
- 2009 — Först när givaren är död
- 2010 — Drömmen förde dej vilse
- 2011 — Alkemins eviga eld
- 2012 — När Skönheten kom till Bro
- 2013 — Dans på glödande kol
- 2014 — Skymningens barfotabarn
- 2014 — Ödesgudinnan på Salong d’Amour
- 2015 — Allla kan se dig
- 2016 — Rädslans fångar
- 2017 — Det du inte vet
- 2018 — Kvinnan på bänken
- 2018 — Döden är alltid sann
- 2019 — Mitt hjärta är ditt
- 2020 — Dödslistan
- 2021 — Galgbergets väktare
- 2022 — Onda drömmar

### Детские книги
- Ditt och mitt, 2007
- Ingen att vara med, 2007
- Modigt Mia, 2007
- Monster finns, 2007
- Kojan, 2007
- Mia frågar chans, 2007
- Det brinner, 2007
- En varulv, 2007